# Рехвајлер
Рехвајлер (њем. Rehweiler) општина је у њемачкој савезној држави Рајна-Палатинат. Једно је од 98 општинских средишта округа Кузел. Посједује регионалну шифру (AGS) 7336082.

## Географски и демографски подаци
Рехвајлер се налази у савезној држави Рајна-Палатинат у округу Кузел. Општина се налази на надморској висини од 220 метара. Површина општине износи 6,7 км². У самом мјесту је, према процјени из 2010. године, живјело 468 становника. Просјечна густина становништва износи 69 становника/км².